# Station Northolt Park
Northolt Park is een spoorwegstation van National Rail in Ealing in Engeland. Het station is eigendom van Network Rail en wordt beheerd door Chiltern Railways. 